# Louisiana Young Readers' Choice Award
Le Louisiana Young Readers’ Choice Award (« Choix des jeunes lecteurs de Louisiane ») est une distinction qui est attribuée chaque année par le LCTFB à deux ouvrages, à l'issue d'un vote des élèves des établissements scolaires et des jeunes lecteurs des bibliothèques de Louisiane.

## Brève histoire du prix
Le Louisiana Young Readers’ Choice Award (« Choix des jeunes lecteurs de Louisiane ») est un programme d'enrichissement des lectures pour la jeunesse du LCFTB. Il a été créé en 1999, et le prix fut décerné pour la première fois en 2000.
5485 votes furent exprimés lors de la première édition, mais la participation a grimpé régulièrement jusqu'à impliquer 29 000 élèves en 2009.
L'objectif du prix consiste à développer l'amour de la lecture chez les jeunes en leur permettant que récompenser leurs livres préférés. Le programme bénéficie d'une action de mécénat de la banque Capital One et bénéficie d'un soutien complémentaire de l'éditeur Perma-Bound.

## Le LCTFB
Le Centre du Livre de Louisiane (Louisiana Center for the Book), en abrégé le LCTFB a été créé en 1994, dans le cadre de la bibliothèque d'État de Louisiane (en) afin de stimuler l'intérêt du public à l'égard de la lecture, des livres et des bibliothèques.
Le LCTFB est affilié au Centre du Livre (en) de la Library of Congress.
Le LCTFB accomplit sa mission en travaillant selon trois axes :
- en développant, en déployant des actions de mécénat, et en coordonnant, à l'échelle de l'état des programmes d'enrichissement des lectures et des écritures destinées à la jeunesse ;
- en identifiant et en nourrissant les objectifs des écrivains, des éditeurs et de tous ceux que concerne, en Louisiane, la promotion des livres ;
- en permettant au public d'échanger directement avec des auteurs confirmés, dans le cadre de présentations et de rencontres, de manière à inciter les louisianais à les lire.

## Critères d'éligibilité des ouvrages
- Seuls les livres qui ont été publiés depuis plus de trois ans peuvent être récompensés. Un livre qui est proposé en 2012 doit avoir été publié en 2009 au plus tard.
- Seul le premier titre d'une série peut être récompensé. Les romans qui appartiennent à un groupe de romans qui sont publiés dans le cadre d'une collection mais qui peuvent être lus indépendamment de toute chronologie peuvent être proposé chacun indépendamment.
- Les critères qui peuvent justifier l'inclusion d'un titre dans la liste des œuvres proposées sont : la qualité littéraire, l'efficacité de l'expression, la créativité, l'imagination, le plaisir de lire, le niveau de lecture, la représentation sociale des sexes, la diversité sociale, la diversité ethnique, le point de vue politique, économique ou religieux.
- L'auteur peut ne pas être citoyen américain, mais son ouvrage doit avoir été imprimé aux États-Unis.
- L'édition originale du livre peut avoir eu lieu dans un autre pays, mais il doit porter une date de Copyright aux États-Unis qui est vieille d'au moins trois ans au moment où la liste des propositions est publiée.

## Lauréats
Le tableau ci-dessous indique, pour chaque année, les gagnants du prix. Les accessits peuvent être consultés sur le site officiel du prix. Le titre des ouvrages est donné prioritairement en anglais.
| Année | Age 3-5                                                                     | Age 3-5                                 | Age 3-5           | Age 6-8                      | Age 6-8                  | Age 6-8       |
| Année | Titre                                                                       | Auteurs                                 | Illustrateurs     | Titre                        | Auteurs                  | Illustrateurs |
| ----- | --------------------------------------------------------------------------- | --------------------------------------- | ----------------- | ---------------------------- | ------------------------ | ------------- |
| 2011  | Let Your Love Flow                                                          | Kirby Larsone, Mary Nethery             | Jean Cassels      | Found: The Missing Series    | Margaret Peterson Haddix |               |
| 2010  | Marley: A Dog Like No Other                                                 | John Grogan                             |                   | Diary of a Wimpy Kid         | Jeff Kinney              |               |
| 2009  | The Diary of a Killer Cat                                                   | Anne Fine                               |                   | Secrets of my Hollywood Life | Jen Calonita             |               |
| 2008  | Once Upon a Cool Motorcycle Dude                                            | Kevin O’Malley                          |                   | Lightning Thief              | Rick Riordan             |               |
| 2007  | Gator Gumbo: A Spicy Hot Tale                                               | Candace Fleming                         | Sally Ann Lambert | So B. It                     | Sarah Weeks              |               |
| 2006  | Alligator Sue                                                               | Sharon Arms Doucet                      | Anne Wilsdorf     | Skeleton Key                 | Anthony Horowitz         |               |
| 2005  | Dear Mrs. LaRue                                                             | Mark Teague                             |                   | Coraline                     | Neil Gaiman              |               |
| 2004  | Petite Rouge: A Cajun Red Riding Hood                                       | Mike Artell                             |                   |                              |                          |               |
| 2003  | My Dog, My Hero                                                             | Betsy Byars, Betsy Duffey, Laurie Myers |                   |                              |                          |               |
| 2002  | Weslandia                                                                   | Paul Fleischman                         | Kevin Hawkes      |                              |                          |               |
| 2001  | Harry Potter and the Sorcerer’s Stone (Harry Potter à l'école des sorciers) | J. K. Rowling                           |                   |                              |                          |               |
| 2000  | Verdi                                                                       | Janell Cannon                           |                   |                              |                          |               |